# Los Arenys
Los Arenys és un indret dels termes municipals de Talarn i Tremp, a l'antic terme de Vilamitjana, al Pallars Jussà. La part majoritària, però, és dins del terme municipal de Tremp.
Estan situats a banda i banda de la Noguera Pallaresa, a mig camí, en línia recta, entre Tremp i Vilamitjana. La meitat oriental pertany a Vilamitjana, i l'occidental a Talarn.